# Kanton Bretsch

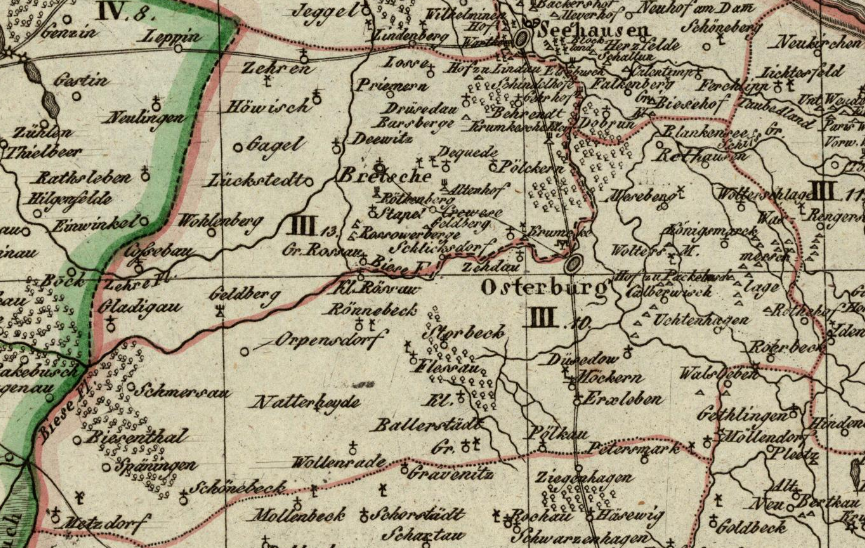
Kanton Bretsche im Distrikt Stendal des Departements der Elbe

Der Kanton Bretsche (auch Canton Bretsche) war eine Verwaltungseinheit im Königreich Westphalen. Er bestand von 1807 bis zur Auflösung des Königreichs Westphalen im Jahre 1813. Er gehörte nach der Verwaltungsgliederung von 1807 zunächst zum Distrikt Salzwedel des Departements der Elbe. 1810 wurde er dem Distrikt Stendal des Departements der Elbe zugewiesen. Kantonshauptort (chef-lieu) war Bretsch, ein Ortsteil der Gemeinde Altmärkische Höhe im Landkreis Stendal (Sachsen-Anhalt).

## Geschichte
Mit der Schaffung des Königreichs Westphalen per Dekret vom 18. August 1807 wurde noch 1807 eine Verwaltungsreform in den vorher preußischen Gebieten Altmark und dem Herzogtum Magdeburg vorgenommen, die bis zur formellen Konstitution des Königreichs Westphalen am 1. Dezember 1807 vollzogen war. Die Altmark und das Herzogtum Magdeburg sowie kleinere sächsische Gebiete, (Grafschaft Barby und Amt Gommern) bildeten das neu geschaffene Departement der Elbe, das in vier Distrikte (Magdeburg, Neuhaldensleben, Stendal und Salzwedel) gegliedert war. Der Distrikt Salzwedel untergliederte sich weiter in 15 Kantone (cantons) darunter den Kanton Bretsche. Zum Kanton Bretsche gehörten (von der heutigen Schreibweise abweichende Originalschreibweisen sind kursiv) zehn Gemeinden (communes):
- Bretsch (Bretsche) mit Priemern (Primern)
- Höwisch (Howisch), Dorf, mit Zehren
- Dewitz (Davitz), Dorf, mit Gagel (Jagel)
- Lückstedt, Dorf, mit Wohlenberg
- Kossebau, Dorf (Cassebau) mit Gladigau
- Drüsedau (Drüsedow), Dorf, mit Losse (Lösse) und dem Haus Lindhof (Hof zu Lindau)
- Schindelhöfe,[Anmerkung 2] Edelhof, mit Behrend (Behrendt), Gehrhof (Gehrhoff, Gehrdorf), Polkern und Dequede
- Krumke (Krumbke), Dorf mit Krevese (Cravese, Crevese), Geldberg (Geldberge), Röthenberg (Rothenberg) und Altenhoff (eine ehemalige Schäferei, existiert nicht mehr; Lage:)
- Stapel mit Groß Rossau und Schliecksdorf

Die Siedlungen gehörten zu den Seehausenschen und Arendseeischen Kreisen der markbrandenburgischen Altmark.
Im Jahre 1808 hatte der Kanton Bretsche 2645 Einwohner. Hassel gibt für 1810 die Größe des Kantons mit 2,06 Quadratmeilen an. Nach seinen Angaben hatte der Kanton 1810 2942 Einwohner.
1810 wurde der Distrikt Salzwedel (im Departement der Elbe) aufgelöst. Im Norden wurden die Kantone Bretsche und Pollitz in den Distrikt Stendal umgegliedert. Im Süden kamen die Kantone Mieste, Gardelegen (Stadt), Gardelegen (Land) und Zichtau an den Distrikt Neuhaldensleben.
Im Departement der Nieder-Elbe wurde aus Gebieten des annektierten Kurfürstentum Hannover und einigen schon bisher zum Königreich Westphalen gehörenden Gebieten ein neuer Distrikt Salzwedel geschaffen, der acht Kantone des aufgelösten alten Distrikts Salzwedel erhielt (Kanton Jübar, Kanton Kalbe, Kanton Groß Apenburg, Kanton Beetzendorf, Kanton Diesdorf, Stadtkanton Salzwedel, Landkanton Salzwedel und Kanton Arendsee) und im Nordwesten und Westen die neu gebildeten Kantone Quickborn, Gartow, Lüchow, Wittingen und Wustrow.
Maire des Kanton Bretsche, nun im Distrikt Stendal, war 1811/12 Leopold Wilhelm von der Schulenburg zu Priemern. Der Kanton Bretsche wurde anscheinend um diese Zeit zusammen mit dem Kanton Pollitz verwaltet. Die beiden Kantone hatten zusammen 5774 Einwohner. Dagegen gibt der Hof- und Staatskalender für 1812 die Bevölkerung der beiden Kantone mit 6191 Einwohnern an.
Mit dem Zerfall des Königreichs Westphalen nach der Völkerschlacht bei Leipzig im Oktober 1813 wurde die vorherige preußische Verwaltungsgliederung wiederhergestellt und die Kantone wieder aufgelöst. In der Kreisreform von 1816 kam das Gebiet des Kantons Bretsche zum neu geschaffenen Kreis Osterburg.

## Anmerkung
1. ↑  Da es sich um eine historische Verwaltungseinheit handelt, wird die damalige und ausschließlich gebrauchte Schreibweise Kanton Bretsche beibehalten, obwohl der Kantonshauptort heute Bretsch geschrieben wird.
2. ↑  Die Schindelhöfe sind als Ort auch unter dem Kanton Seehausen aufgeführt.

Koordinaten: 52° 50′ N, 11° 38′ O